# حسن کاظم
حسن کاظم علی (عربی: حسن کاظم علی؛ زادهٔ ۱ ژوئیهٔ ۱۹۵۳) ورزشکار سابق دو بامانع اهل عراق است. او در بازی‌های المپیک تابستانی ۱۹۸۰ به نمایندگی از کشورش شرکت کرد.